# Centro di controllo d'area
Nel controllo del traffico aereo, un centro di controllo regionale, in lingua inglese Area Control Center, abbreviato come ACC, o in gergo semplicemente sala radar, è un centro regionale preposto alla fornitura dei servizi del traffico aereo ai voli controllati nello spazio aereo di sua responsabilità, generalmente una intera regione di informazioni di volo e le zone di controllo in essa contenute.

## Settori operativi

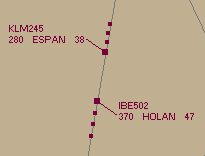
Rappresentazione di due aeromobili sullo schermo radar di un ACC.

Dato che un singolo controllore del traffico aereo non può materialmente gestire tutti gli aeromobili presenti simultaneamente in uno spazio aereo grande come una regione di informazioni di volo, lo spazio aereo di giurisdizione di ogni ACC è a sua volta suddiviso in settori operativi, la cui forma e dimensione è coerente con i flussi di traffico prevalenti.
Ogni settore è gestito da uno o più controllori del traffico aereo ed è caratterizzato da un determinato volume di spazio aereo e da una specifica frequenza radio, sulla quale gli aeromobili vengono istruiti a sintonizzarsi dal controllore del settore precedente.
Similmente a quanto avviene tra ACC, gli aeromobili passano sotto il controllo dei vari settori entro cui si trovano a volare e cambiano di conseguenza la frequenza radio su cui sono sintonizzati; nel percorrere una tratta particolarmente lunga, un aeromobile può contattare anche decine di settori, e quindi controllori, diversi.
Data la variabilità, a seconda delle fasce orarie, cui è soggetta la domanda di traffico, gli operatori degli ACC, in accordo alle procedure dell'Air Traffic Flow Management, possono modificare la configurazione della sala operativa unendo insieme più settori o separandoli nuovamente, per mantenere il numero di aeromobili in contatto con ogni controllore entro un intervallo non troppo basso né troppo alto; se infatti da un lato troppi aeromobili possono aumentarne eccessivamente il carico di lavoro, un numero troppo esiguo potrebbe rischiare di abbassarne il livello di attenzione, a discapito della sicurezza.

## Italia
Lo spazio aereo italiano è gestito dai quattro ACC gestiti dall'ENAV situati a Milano (presso l'Aeroporto di Milano-Linate), Padova (comune di Abano Terme), Roma (presso l'Aeroporto di Roma-Ciampino) e Brindisi (presso l'Aeroporto di Brindisi-Casale).
Un ACC può anche essere delegato a svolgere compiti di controllo di avvicinamento, cosa che avviene ad esempio nei centri di Milano e Roma, ma la sua naturale attività è rivolta al traffico aereo in fase di crociera.
A seconda della distanza che l'aeromobile deve percorrere da partenza a destinazione, può essere gestito alternativamente anche da numerosi centri, che si trasferiscono la responsabilità sul volo man mano che questo procede lungo la sua rotta, come fosse il testimone che i corridori si passano in una staffetta.
Un volo da Bari-Palese a Milano-Malpensa ad esempio sarà gestito inizialmente dall'ACC di Brindisi, poi da quello di Padova e infine da quello di Milano, che lo seguirà fino quasi all'atterraggio.
I controllori del traffico aereo che operano negli ACC possono utilizzare diverse tecniche per la gestione degli aeromobili, dal cosiddetto controllo procedurale (senza ausilio radar), per un numero contenuto di rotte e velivoli, al controllo radar per flussi di traffico intensi e carichi di traffico più elevati; oggigiorno negli ACC italiani si esegue esclusivamente controllo radar.
All'interno di ogni ACC è poi presente anche un Servizio di Coordinamento e Controllo dell'Aeronautica Militare (SCCAM) presso cui operano i controllori di volo dell'arma aerea; il loro compito è quello di gestire gli aeromobili militari nello svolgimento di missioni operative. 
Lavorando a stretto contatto, colleghi militari e civili, possono garantire che i livelli di sicurezza non vengano inficiati qualora le due tipologie di traffico, in contatto con i due diversi controllori, si trovino a volare nella stessa area.